# Notodontidae
Famille
Les Notodontidae sont une famille de lépidoptères (papillons) qui comprend plus de 2 500 espèces se répartissant sur toute la planète.  
Les papillons sont de taille petite à moyenne. Les couleurs prédominantes sont le brun, le gris et le vert mais quelques espèces sont beaucoup plus colorées.  
Les chenilles sont variées : elles peuvent être velues et processionnaires (nids collectifs), glabres avec une bosse dorsale ou avec une queue en fouet. 

## Liste des sous-familles
- Biretinae.
- Dudusinae.
- Hemiceratinae.
- Heterocampinae.
- Notodontinae.
- Nystaleinae.
- Phalerinae.
- Platychasminae.
- Ptilodoninae.
- Pygaerinae.
- Stauropinae.
- Thaumetopoeinae.

Le genre Datana est sujet à divergences de classification selon les sources (consulter l'article pour plus de détails).